# Jan Madej (weterynarz)
Jan Paweł Madej – polski lekarz weterynarii, doktor habilitowany nauk weterynaryjnych, profesor na Uniwersytecie Przyrodniczym we Wrocławiu, specjalista od histologii zwierząt oraz immunologii.

## Kariera naukowa
W 2003 roku na Akademii Rolniczej we Wrocławiu uzyskał tytuł lekarza weterynarii. W 2007 roku na Wydziale Medycyny Weterynaryjnej tej samej uczelni uzyskał stopień doktora nauk weterynaryjnych na podstawie rozprawy pt. Badania nad białkiem wiążącym witaminę D (DBP) w surowicy klaczy i ich źrebiąt, której promotorem byli Wojciech Nowacki oraz Janusz Boratyński. W 2008 roku został zatrudniony na tejże uczelni, a w 2017 roku uzyskał na jej Wydziale Medycyny Weterynaryjnej stopień doktora habilitowanego nauk weterynaryjnych na podstawie pracy pt. Morfologia układu immunologicznego kury po infekcyjnej i nieinfekcyjnej immunomodulacji.